# Katalonien-Rundfahrt 2005
Die 85. Katalonien-Rundfahrt war ein Rad-Etappenrennen, das vom 16. bis 22. Mai 2005 stattfand. Das Rennen wurde über sieben Etappen mit einem Einzel- und einem Mannschaftszeitfahren ausgetragen.

## Etappen
| Etappe    | Tag     | Start–Ziel               | km    | Etappensieger          |
| --------- | ------- | ------------------------ | ----- | ---------------------- |
| 1. Etappe | 16. Mai | Salou                    | 020.1 | Phonak Hearing Systems |
| 2. Etappe | 17. Mai | Cambrils                 | 186.8 | Enrico Gasparotto      |
| 3. Etappe | 18. Mai | Salou – La Granada       | 157.8 | Pedro Horrillo         |
| 4. Etappe | 19. Mai | Tarragonès – Pal Arinsal | 237.7 | Leonardo Piepoli       |
| 5. Etappe | 20. Mai | Somàs – Ordino-Arcalís   | 017   | Íñigo Cuesta           |
| 6. Etappe | 21. Mai | Llívia – Pallejà         | 198.7 | Anthony Charteau       |
| 7. Etappe | 22. Mai | Pallejà – Barcelona      | 113.1 | Thor Hushovd           |